# Nationalversammlung der Demokratischen Republik Kongo
Die Nationalversammlung der Demokratischen Republik Kongo (Swahili Wabunge wa Jamhuri ya Kidemokrasia ya Kongo, französisch Assemblée nationale de la République démocratique du Congo) ist das Unterhaus im Zweikammersystem der Demokratischen Republik Kongo.
In die Nationalversammlung werden 500 Abgeordnete für jeweils fünf Jahre gewählt.
Dies erfolgte nach dem Zweiten Kongokrieg bei den Wahlen 2006 und bei den Wahlen 2011. Die folgende Wahl wurde mehrfach verschoben und erfolgte im Dezember 2018.
Die Nationalversammlung hat seit 1997 ihren Sitz in Kinshasa im Volkspalast (Palais du peuple), der ab 1975 erbaut wurde.

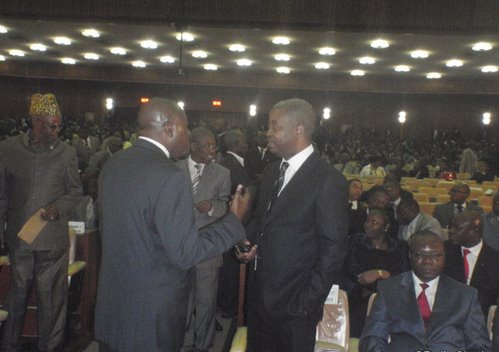
Nationalversammlung im September 2010

2018 erhielt die Allianz FCC des ehemaligen Präsidenten Joseph Kabila in einer umstrittenen Wahl nach ersten Angaben über 300 der damals 485 Mandate. In einer späteren Aufstellung, die Nachwahlergebnisse vom März 2019 einschloss, wird die Sitzverteilung nach Blöcken wie folgt angegeben: FCC 341, Lamuka 112, Cap pour le changement 47.
Im Juni 2019 wurden Lamuka nach einer Gerichtsentscheidung 21 Abgeordnetenmandate sowie zwei Senatorensitze aberkannt. Alle 23 Sitze wurden der FCC zugeschlagen.